# Лазарев.
«Лазарев.» — четвёртый студийный альбом российского певца Сергея Лазарева. В альбом вошли 16 треков, среди которых известная композиция «Moscow to California», записанная совместно с DJ M.E.G. и Тимати, трек «Take It Off», песня «Нереальная любовь» и выпущенный позднее «Cure The Thunder», записанный дуэтом с американским рэпером T-Pain. Также есть песня на французском языке — «Desire», которую Лазарев записал вместе с известным французским музыкальным продюсером и певцом Gilles Luka. 20 марта 2013 бы сертифицирован как золотой диск.
Альбом записывался в студиях разных стран: в Америке, Швеции, Голландии, Франции, России.
Ко всему прочему, этот альбом (в Deluxe-версии) одним из первых появился в открытом 4 декабря 2012 года, iTunes Store Russia.
Альбом вышел в преддверии сольного концерта Лазарева в Москве и быстро обогнал по продажам свой предшественник Electric Touch, получив статус золотого за три месяца. Новое шоу «Лазарев.» Сергей показал 30 марта 2013 года в СК Олимпийский (зал «Север»).

## Список композиций
| №   | Название                                                     | Автор(ы)                                                            | Длительность |
| --- | ------------------------------------------------------------ | ------------------------------------------------------------------- | ------------ |
| 1.  | «Make You Say»                                               | Alexander Gabriel, Marz, Sam Lobue ll                               | 3:55         |
| 2.  | «Take It Off»                                                | Corey Chorus, Jonas Saeed, Marcus "Coffee" Lomax, Pontus Soderqvist | 3:29         |
| 3.  | «Stumblin’»                                                  | Corey Chorus, Jonas Saeed, Pontus Soderqvist. Talay Riley           | 3:57         |
| 4.  | «Under The Moon»                                             | Andreas "AD" Hagos, Corey Chorus, Jonas Saeed                       | 3:39         |
| 5.  | «Нереальная любовь»                                          |                                                                     | 4:08         |
| 6.  | «I Need Love» (при участии DJ SAN)                           | John Harris, Joost Jellema                                          | 3:25         |
| 7.  | «Moscow To California» (Сергей Лазарев & Тимати & DJ M.E.G.) |                                                                     | 4:04         |
| 8.  | «7 Wonders»                                                  | Anton Malmberg, Niclas Lundin                                       | 3:27         |
| 9.  | «Storm»                                                      | Didrik Thott, Rob Curti, Lars Jansson Kilman                        | 3:55         |
| 10. | «Keep Your Mouth Shut»                                       | Alexander Gabriel, Marz, Sam Lobue ll                               | 3:56         |
| 11. | «Warrior»                                                    | Gerardo Sandell, Jacob Hazzel, Svante Halldin                       | 3:23         |

| №   | Название                                    | Длительность |
| --- | ------------------------------------------- | ------------ |
| 12. | «Слёзы в моём сердце» (ChinKong Production) | 3:30         |
| 13. | «Отпускаю»                                  | 3:41         |
| 14. | «Desire» (при участии Gilles Luka)          | 3:41         |
| 15. | «Take It Off» (Venderov Remix)              | 3:44         |
| 16. | «Cure the Thunder» (при участии T-Pain)     | 3:48         |